# ビークルエナジージャパン
ビークルエナジージャパン株式会社はハイブリッド自動車などの車載用リチウムイオン電池のマーケティングおよび開発、製造を主に行う会社で、日産自動車、マクセル、日立Astemoの3社による合弁会社である。日立グループの電池事業を源流とし、かつては日立ビークルエナジー株式会社と称した。日立グループでは2000年に世界初となる自動車用リチウムイオン電池の開発に成功。同年より生産を開始し、これまでにハイブリッド自動車向けなどで200万セル以上の市場実績を持つ。

## 沿革
日立ビークルエナジー設立以前
- 1996年（平成8年） - 日立マクセルが民生機器用リチウムイオン電池の生産を開始。
- 2000年（平成12年）3月 - 新神戸電機が日産自動車ティーノハイブリッド向けハイブリッド自動車用リチウムイオン電池の実用化を発表。
- 2000年（平成12年） - 新神戸電機が日産自動車ハイパーミニ向け電気自動車用リチウムイオン電池の供給を開始。
- 2004年（平成16年）3月 - 日立製作所と新神戸電機がハイブリッド電気自動車用リチウムイオン二次電池の合弁会社の設立検討開始を発表。

日立ビークルエナジー設立後
- 2004年（平成16年）7月 - 資本金15億円、従業員75名にて日立ビークルエナジー株式会社設立。（当初出資比率 日立製作所36.7%、新神戸電機43.7%、日立マクセル19.6%）
- 2005年（平成17年）4月 - いすゞ自動車エルフハイブリッド向けリチウムイオン電池の供給を開始。
- 2006年（平成18年）7月 - 三菱ふそうトラック・バスキャンターエコハイブリッド向けリチウムイオン電池の供給を開始。
- 2007年（平成19年）3月 - 第1次増資により資本金を40億円とする。
- 2007年（平成19年）7月 - JR東日本小海線用車両キハE200形気動車向けリチウムイオン電池の供給を開始。
- 2008年（平成20年）1月 - 第2次増資により資本金を70億円とする。（増資後の出資比率 日立製作所64.9%、新神戸電機25.1%、日立マクセル10.0%）
- 2008年（平成20年）2月 - 累計出荷セル数20万セル達成を公表。
- 2008年（平成20年）4月 - 日立製作所がGMからハイブリッド電気自動車用リチウムイオン電池システムの受注を発表。
- 2009年（平成21年）3月 - 第3次増資により資本金を75億円とする。
- 2009年（平成21年）5月 - 累計出荷セル数60万セル達成を公表。
- 2009年（平成21年）10月 - 月産30万セルの量産ライン完成を発表。（月産4万セルから34万セルに増強）
- 2009年（平成21年）10月 - 累計出荷セル数80万セル達成を公表。
- 2010年（平成22年）1月 - 累計出荷セル数90万セル達成を公表。
- 2010年（平成22年）4月 - 累計出荷セル数100万セル達成を公表。
- 2011年（平成23年） - 日立マクセル出資分を日立マクセルエナジーが承継。
- 2011年（平成23年）11月 - 累計出荷セル数200万セル達成を公表。
- 2014年（平成26年）4月 - 設計・研究開発部門を、日立オートモティブシステムズに移管統合。
- 2019年（平成31年）3月 - 日立オートモティブシステムズのバッテリーマネジメントシステム事業の一部等を日立ビークルエナジーへ吸収分割。「ビークルエナジージャパン株式会社」に社名変更。（INCJが47%、マクセルが47%、日立オートモティブシステムズが6%の株式を保有する共同出資会社）

## 国内拠点
- 茨城県ひたちなか市
- 京都府乙訓郡大山崎町